# Detunda atronivea
Declana atronivea là một loài bướm đêm trong họ Geometridae.